# Huadian
Huadian is een stad in de provincie Jilin in het noorden van China. Huadian is een arrondissement in de prefectuur Jilin. Huadian heeft ongeveer 450.000 inwoners. 